# Liste de films tournés dans le département d'Eure-et-Loir
Un certain nombre d'œuvres cinématographiques et télévisuelles ont été tournés dans le département d'Eure-et-Loir.
Voici une liste à compléter de films, téléfilms, feuilletons télévisés, documentaires... tournés dans le département d'Eure-et-Loir, classés par commune, lieu de tournage et date de diffusion.

Ils ont tourné en Eure-et-Loir...
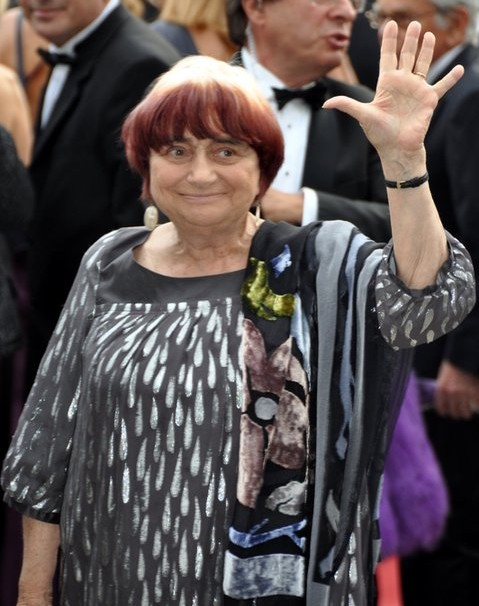
Agnès Varda.
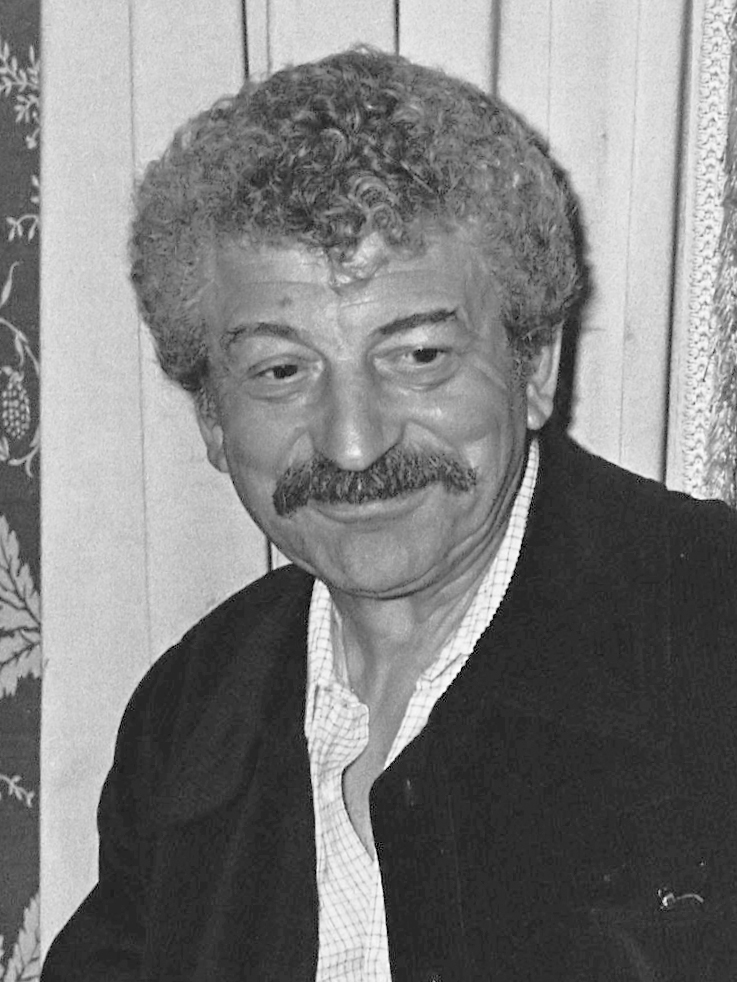
Yves Robert.
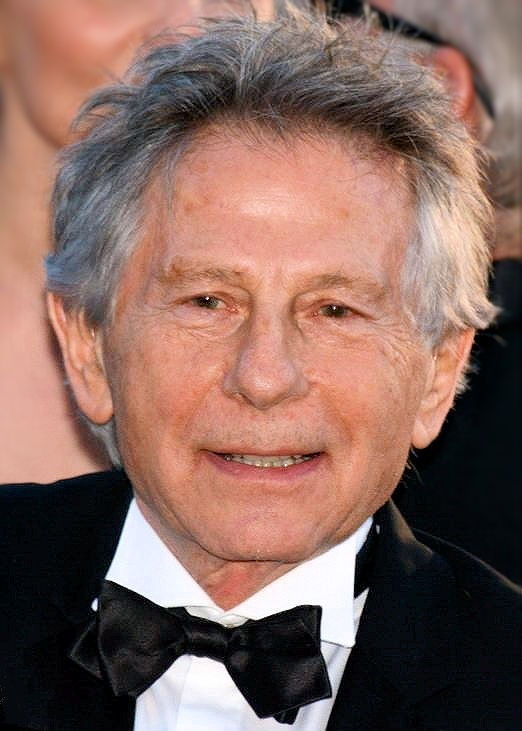
Roman Polanski.
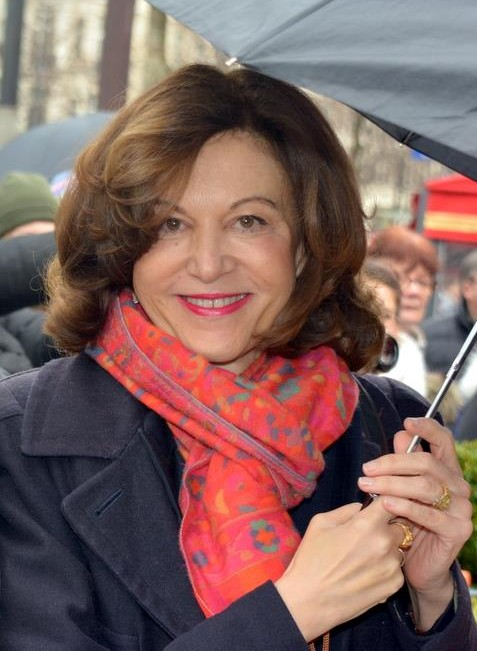
Anne Fontaine.
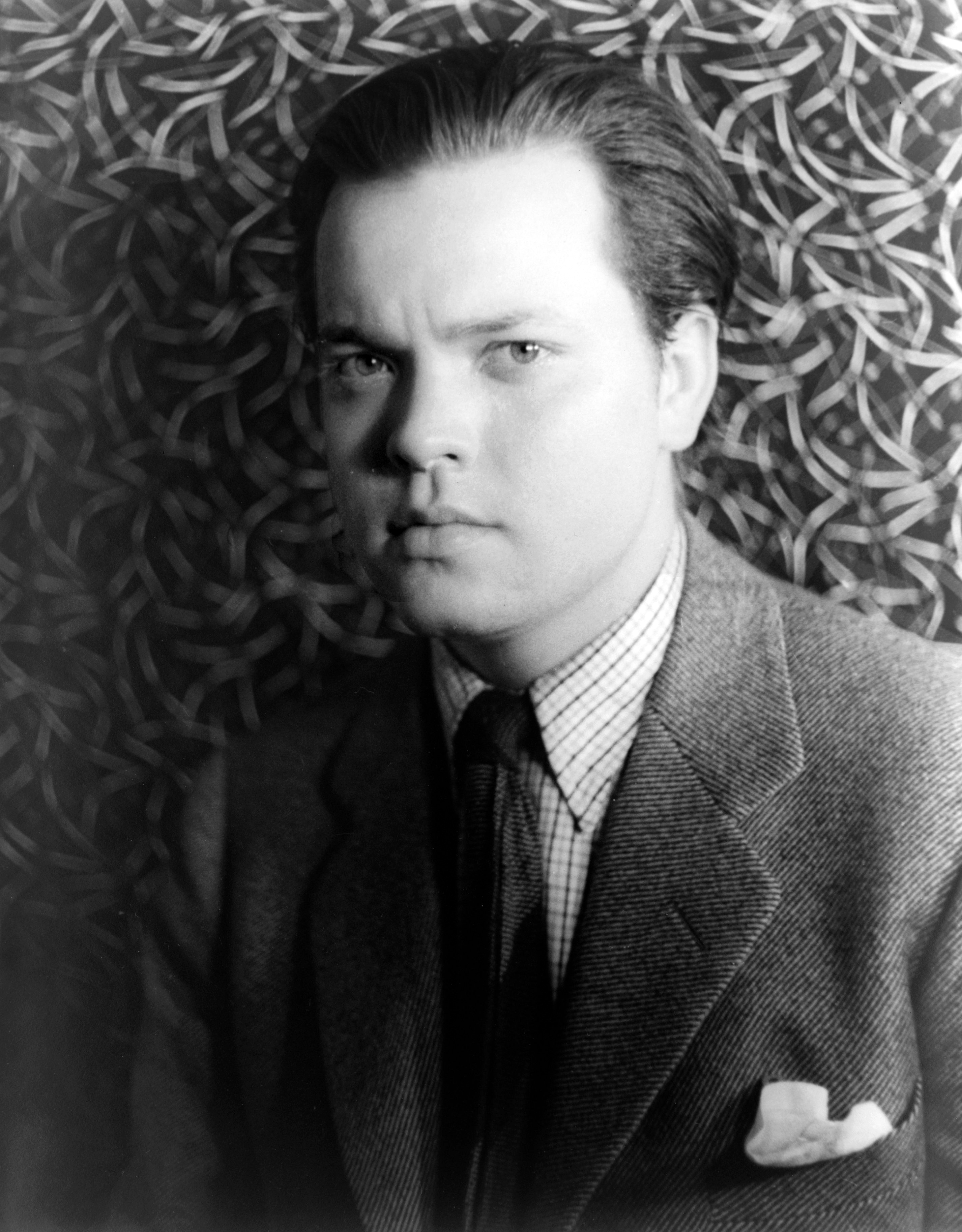
Orson Welles.
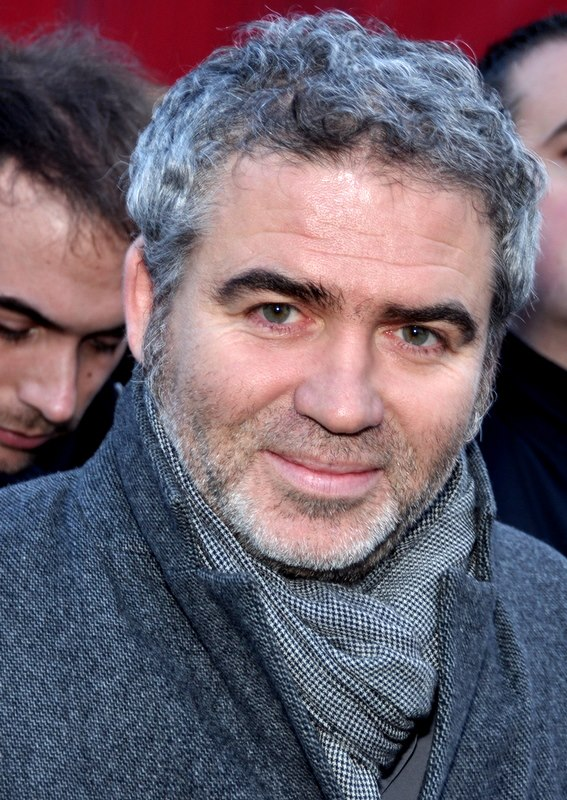
Stéphane Brizé.
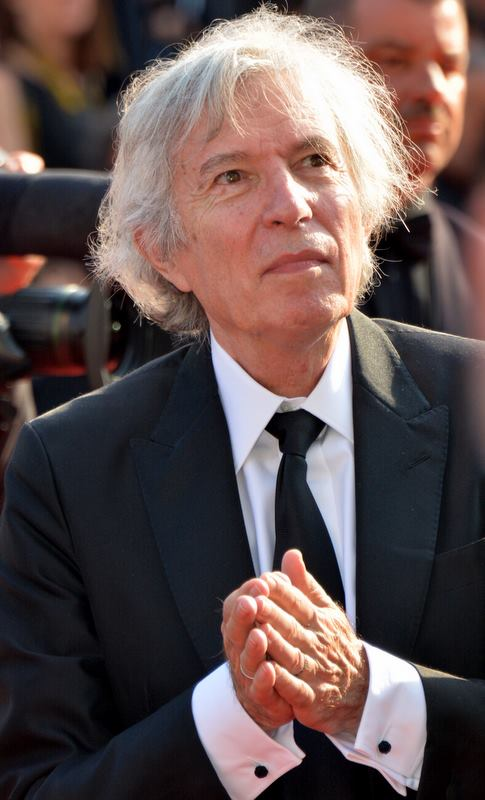
Jacques Doillon.
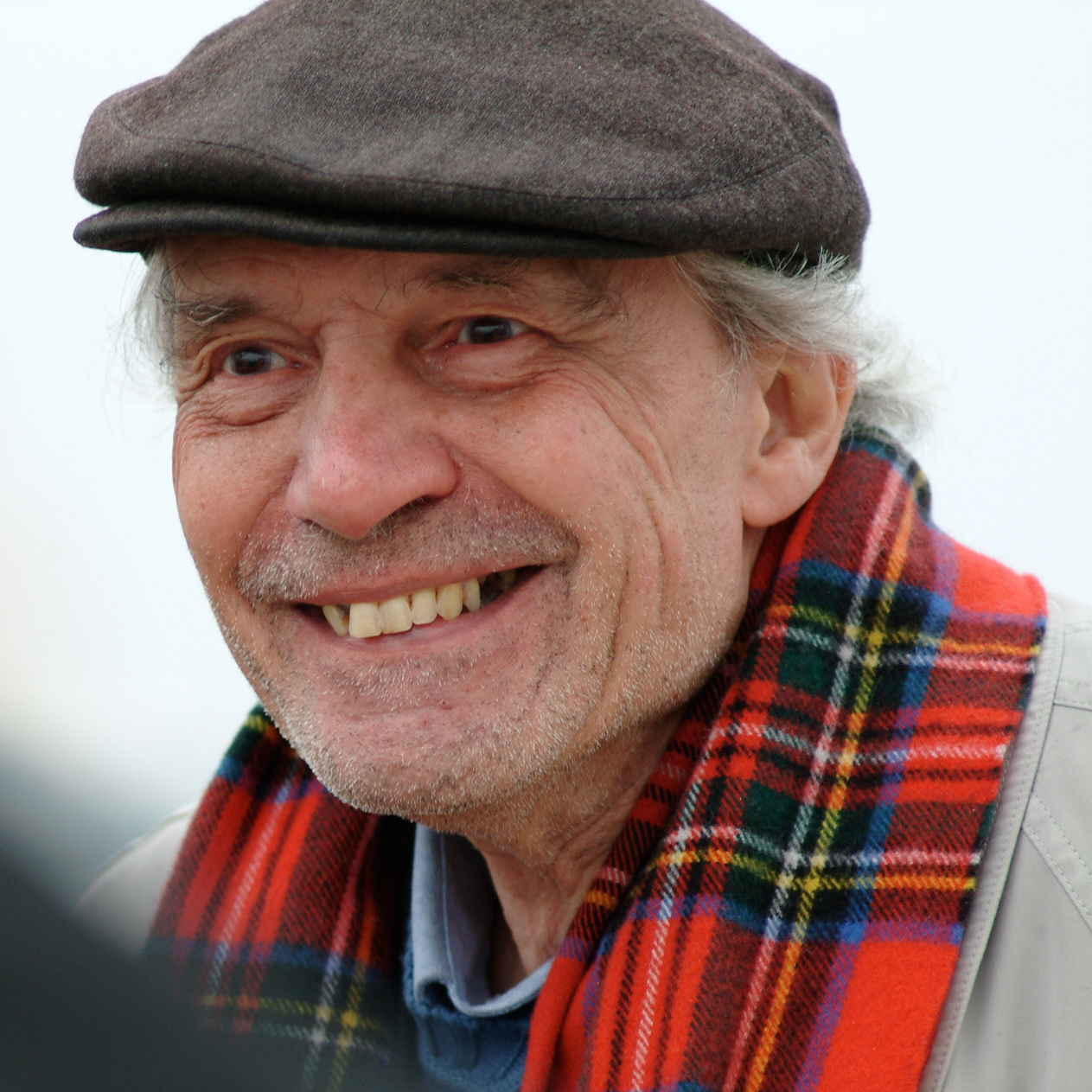
Jacques Rivette.
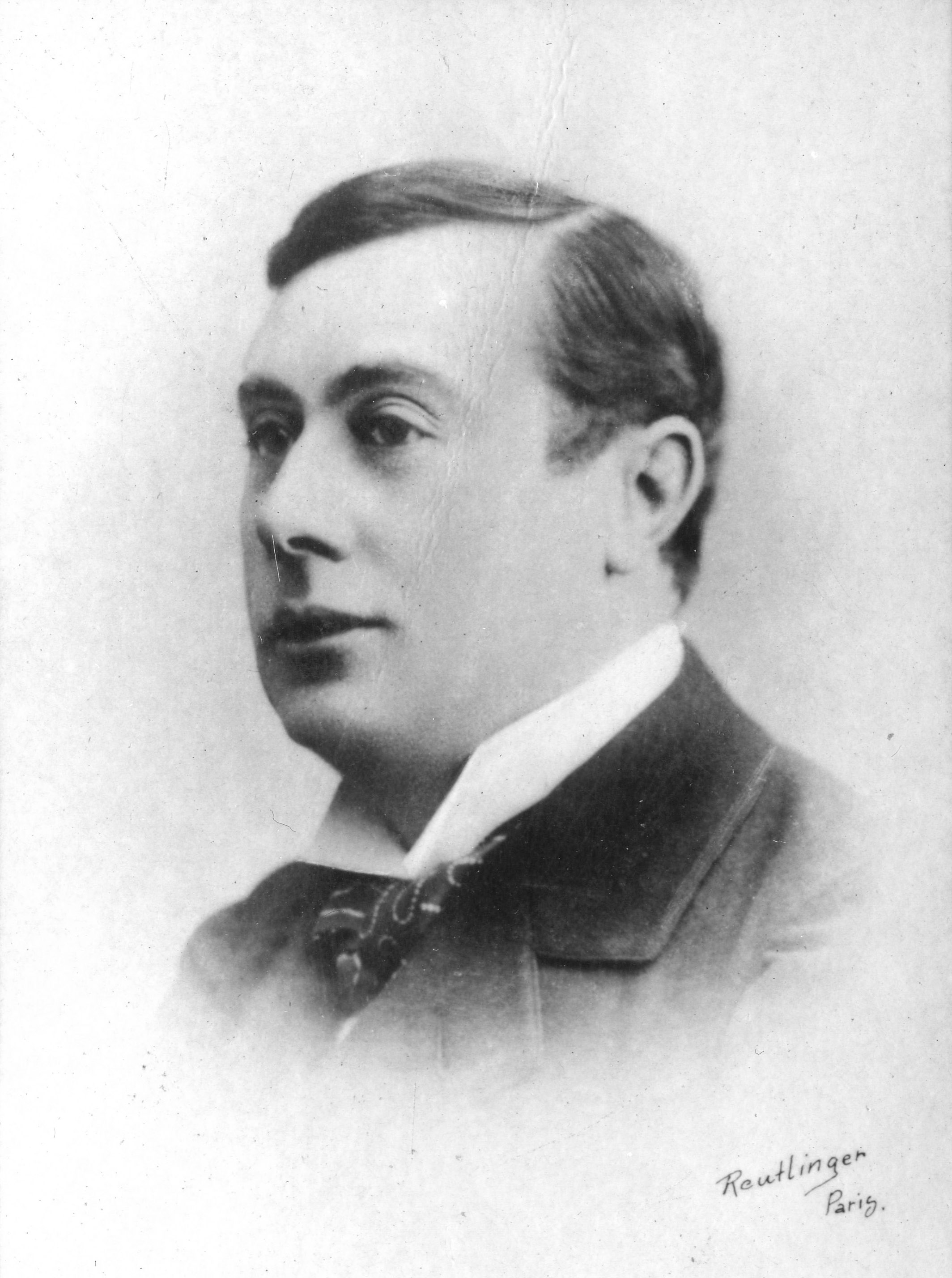
André Antoine.
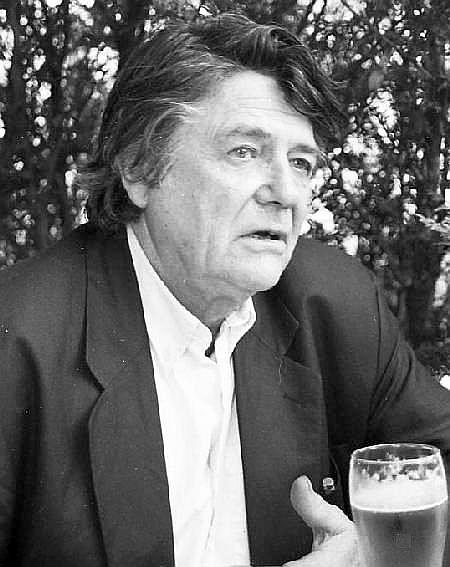
Jean-Pierre Mocky.
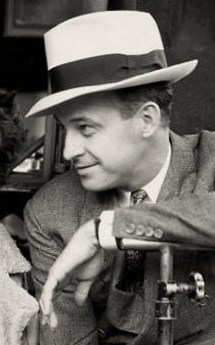
Richard Thorpe.
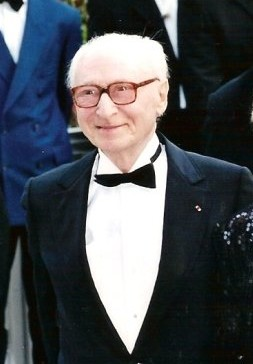
Gérard Oury.
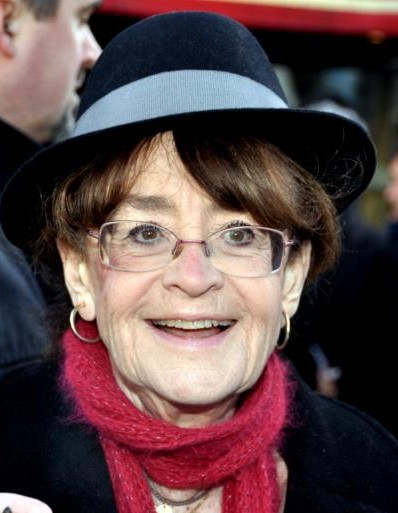
Nina Companeez.

## Lieu à détermine  film tourné au chateau de maintenon: 1953 les 3 mousquetaires, film d'André Hunnebelle avec georges Marchal, Bourvil etc. Pourquoi est-il oublié dans la liste des films tournés au chateau de maintenon?
- 1970 : Les Caprices de Marie de Philippe de Broca[1]

- Haut – A
- B
- C
- D
- E
- F
- G
- H
- I
- J
- K
- L
- M
- N
- O
- P
- Q
- R
- S
- T
- U
- V
- W
- X
- Y
- Z

## A
- Alluyes

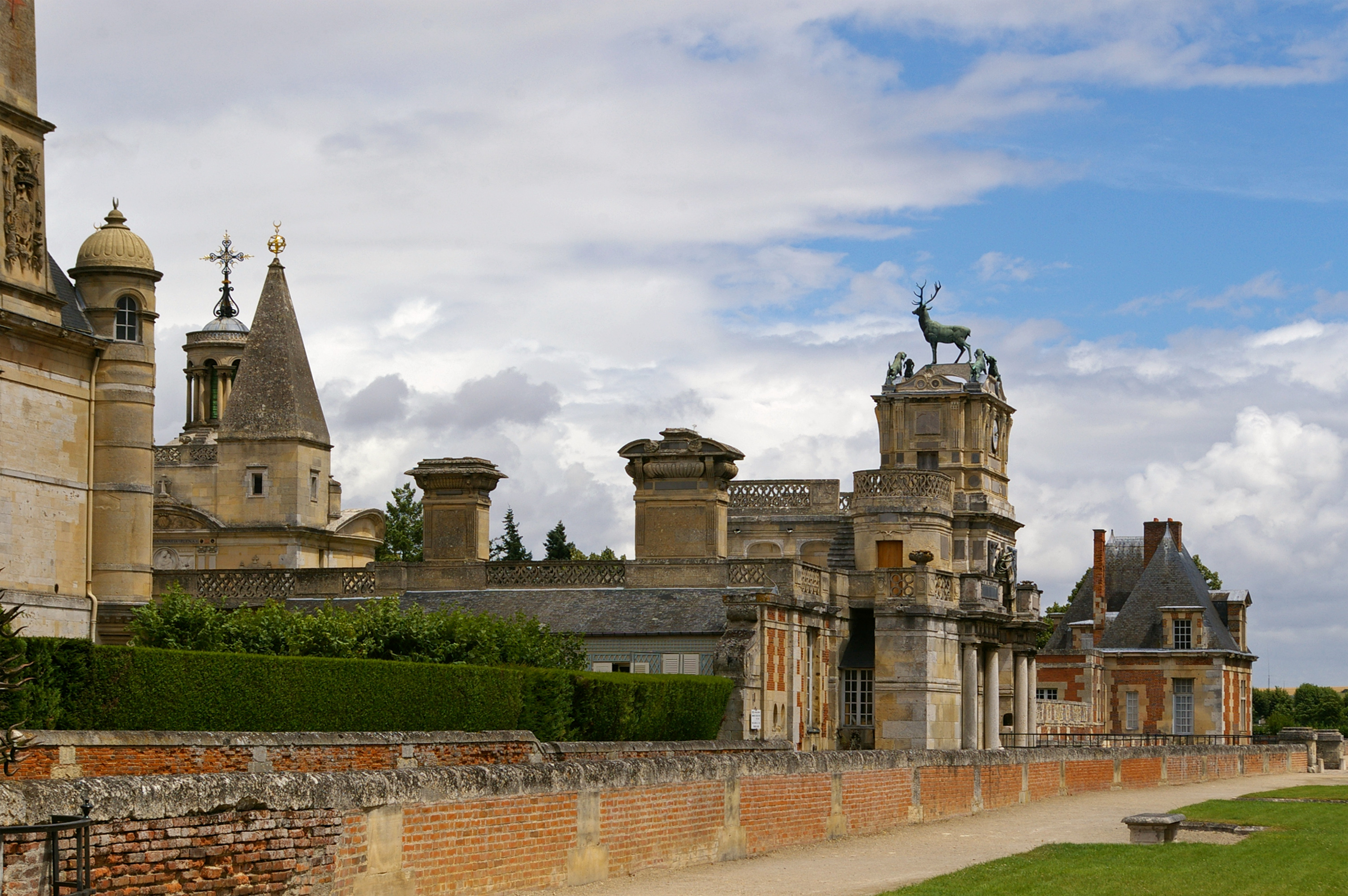
Le château d'Anet.

  - 1967 : Alexandre le Bienheureux d'Yves Robert[2]

- Château d'Anet
  - 1965 : Opération Tonnerre de Terence Young[3],[4]
  - 1970 : Darling Lili de Blake Edwards[5]
  - 1976 : Quand la Panthère rose s'emmêle de Blake Edwards[6]
  - 1978 : Mazarin mini-série de Pierre Cardinal
  - 2013 : Mary Queen of Scots de Thomas Imbach[7]

- Les Autels-Villevillon
  - 2017 : D'après une histoire vraie de Roman Polanski[8]

- Haut – A
- B
- C
- D
- E
- F
- G
- H
- I
- J
- K
- L
- M
- N
- O
- P
- Q
- R
- S
- T
- U
- V
- W
- X
- Y
- Z

## B
- Bailleau-Armenonville

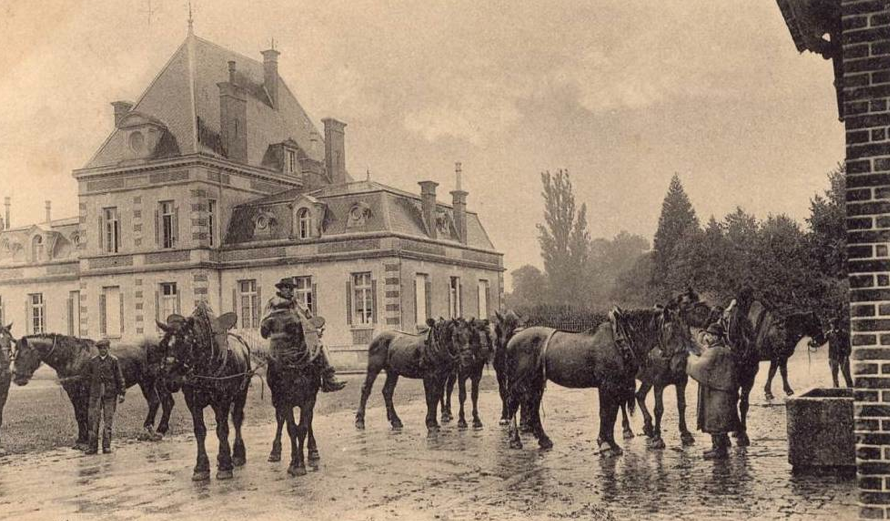
Le carrousel de Baronville à Béville-le-Comte.

  - 1962 : La Guerre des boutons d'Yves Robert[9]

- Barmainville
  - 2002 : Deux Ans après d'Agnès Varda[10]
  - 2016 : Les Premiers, les Derniers de Bouli Lanners[11]

- Beauce
  - 1921 : La Terre d'André Antoine[12]
  - 2000 : Les Glaneurs et la Glaneuse d'Agnès Varda, scène de l'interview de producteurs de pommes de terre et de glanage de pommes de terre[13]

- Béville-le-Comte
  - 2009 : Coco avant Chanel d'Anne Fontaine[Note 1]

- Bleury-Saint-Symphorien
  - 1976 : Monsieur Klein de Joseph Losey[14]

- Bonneval
  - 2013 : La Grande Boucle de Laurent Tuel[Note 2]

- Boutigny-sur-Opton
  - 1965 : La Communale de Jean L'Hôte[15]

- Broué
  - 1991 : L'Opération Corned Beef de Jean-Marie Poiré[16]

- Haut – A
- B
- C
- D
- E
- F
- G
- H
- I
- J
- K
- L
- M
- N
- O
- P
- Q
- R
- S
- T
- U
- V
- W
- X
- Y
- Z

## C
- Chapelle-Royale

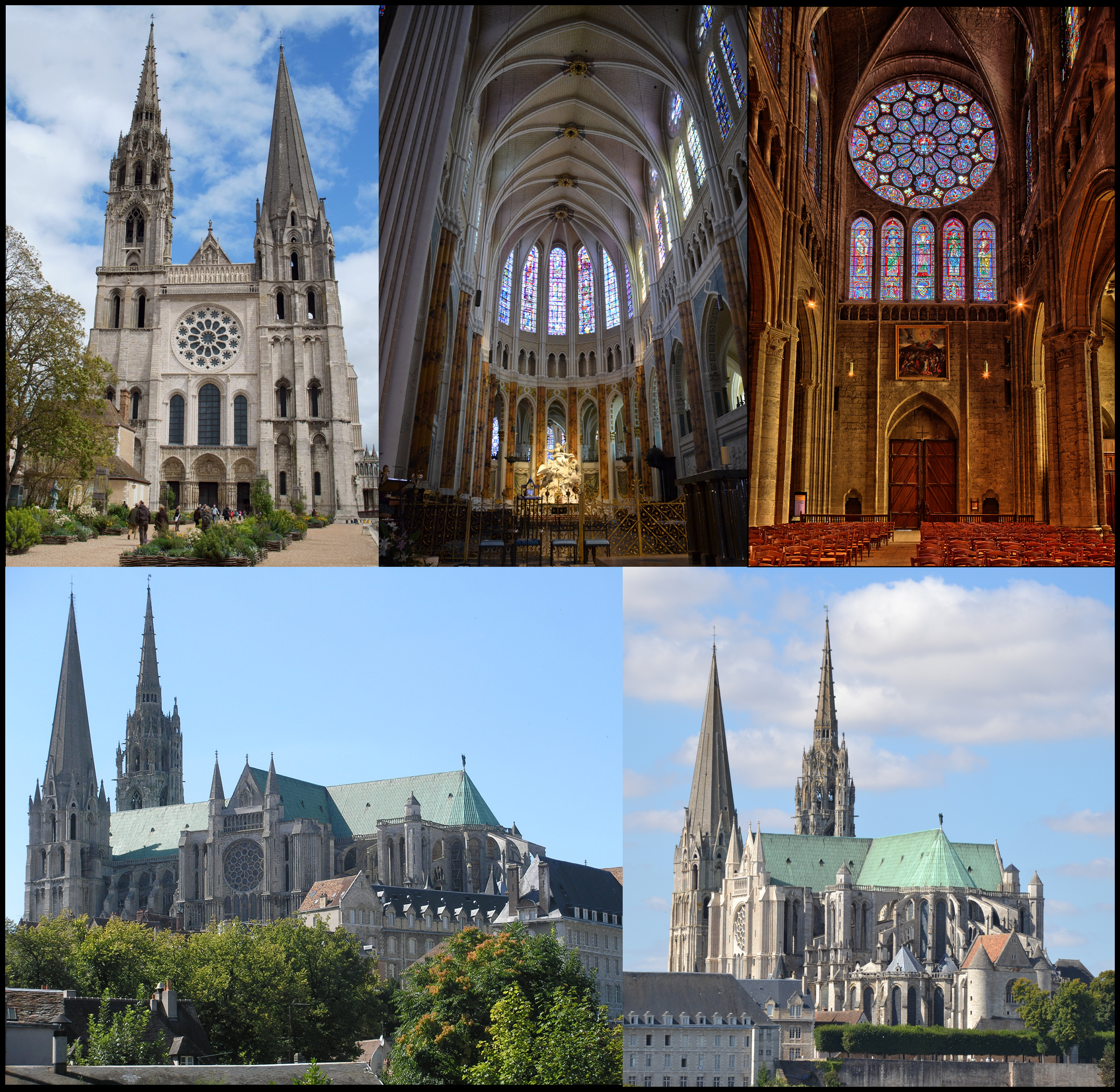
La cathédrale Notre-Dame de Chartres.

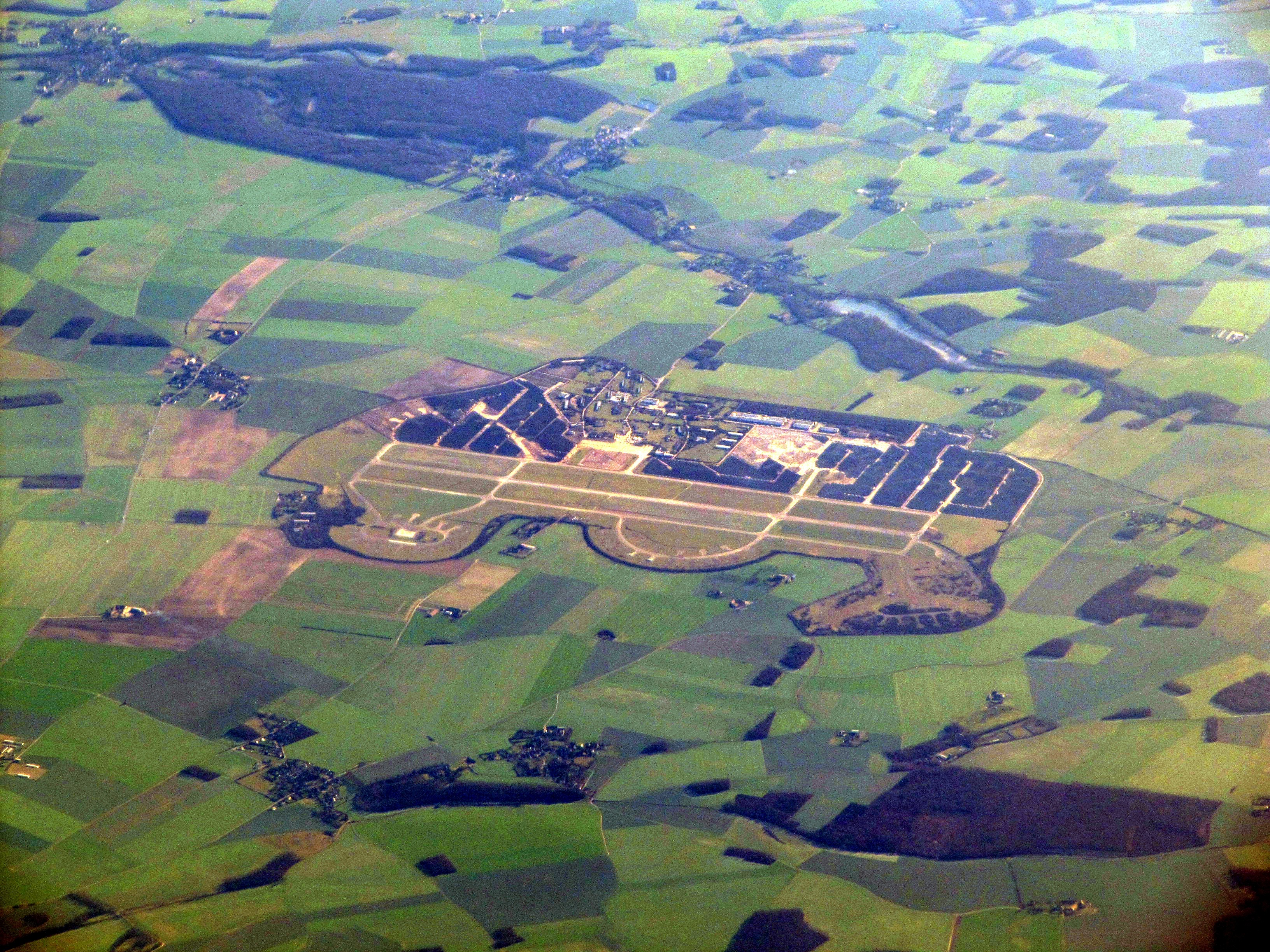
Ancienne base aérienne de Dreux-Louvilliers.

  - 2017 : D'après une histoire vraie de Roman Polanski[8]

- Chartres
  - 1921 : Les Trois Mousquetaires de Henri Diamant-Berger[réf. nécessaire]
  - 1947 : Non coupable d'Henri Decoin - Avenue d'Aligre, rue du docteur-Maunoury, place Marceau, rue de la Tannerie, rue des Changes, rue des Grenets[17] ;
  - 1973 : Vérités et Mensonges d'Orson Welles - Extérieurs de la cathédrale Notre-Dame[18]
  - 1992 : Baraka de Ron Fricke[19] - Cathédrale Notre-Dame
  - 2002 : Jean Moulin téléfilm d'Yves Boisset[20]
  - 2002 : Le Chignon d'Olga de Jérôme Bonnell[21]
  - 2005 : Le Promeneur du Champ-de-Mars de Robert Guédiguian - Aérodrome, cathédrale Notre-Dame[22]
  - 2008 : Versailles de Pierre Schoeller[23]
  - 2009 : Mademoiselle Chambon de Stéphane Brizé - L'avant-dernière scène, lorsque Véronique Chambon prend le train vers sa nouvelle affectation, est tournée sur le quai et dans le passage souterrain de la gare de Chartres[24].
  - 2009 : Rien de personnel de Mathias Gokalp[25]
  - 2017 : Rodin de Jacques Doillon[26]
  - 2022 : Un peuple d'Emmanuel Gras
  - 2022 : 180 jours de Louis Alexandre, tournage notamment dans le collège Jean-Moulin

- Châteaudun
  - 1990 : Dames galantes de Jean-Charles Tacchella - Château[27][source insuffisante]
  - 1994 : Jeanne la Pucelle de Jacques Rivette - Château[28]
  - 2013 : Dassault, l'homme au pardessus de Olivier Guignard - Base aérienne 279[29]

- Cloyes-sur-le-Loir
  - 1921 : La Terre d'André Antoine[12]

- Coulombs
  - 2017 : Votez pour moi de Jean-Pierre Mocky[30]

- Crucey-Villages
  - 2005 : Les Chevaliers du ciel de Gérard Pirès, tourné en partie sur la base aérienne de Dreux-Louvilliers[31].

- Haut – A
- B
- C
- D
- E
- F
- G
- H
- I
- J
- K
- L
- M
- N
- O
- P
- Q
- R
- S
- T
- U
- V
- W
- X
- Y
- Z

## D
- Dangeau

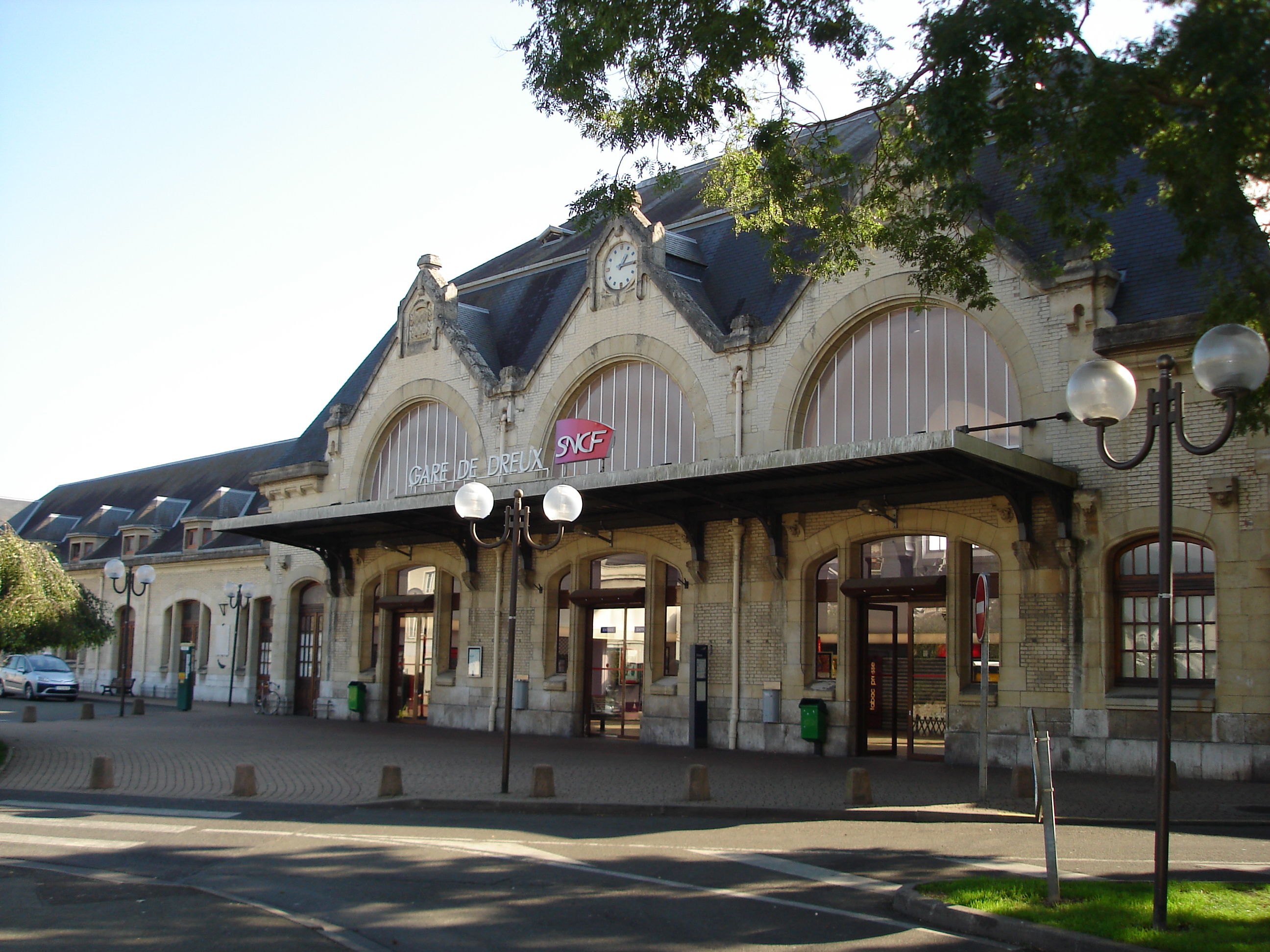
La gare de Dreux.

  - 1967 : Alexandre le Bienheureux d'Yves Robert[2]

- Dreux
  - 1973 : R.A.S. d'Yves Boisset - La gare de Dreux[32]
  - 1978 : La carapate de Gérard Oury[33]
  - 1992 : L'Affaire Seznec de Yves Boisset[réf. souhaitée]
  - 2010 : L'Arbre et la Forêt de Jacques Martineau et Olivier Ducastel [34]
  - 2017 : Votez pour moi de Jean-Pierre Mocky[30]
  - 2018: En mille morceaux de Véronique Mériadec[35]

- Droue-sur-Drouette
  - 1959 : Signé Arsène Lupin de Yves Robert

- Haut – A
- B
- C
- D
- E
- F
- G
- H
- I
- J
- K
- L
- M
- N
- O
- P
- Q
- R
- S
- T
- U
- V
- W
- X
- Y
- Z

## E
- Épernon
  - 1959 : Houla-Houla de Robert Darène[36].

## F
- Faverolles
  - 2005 : Munich de Steven Spielberg[37]

- Haut – A
- B
- C
- D
- E
- F
- G
- H
- I
- J
- K
- L
- M
- N
- O
- P
- Q
- R
- S
- T
- U
- V
- W
- X
- Y
- Z

## M
- Château de Maintenon

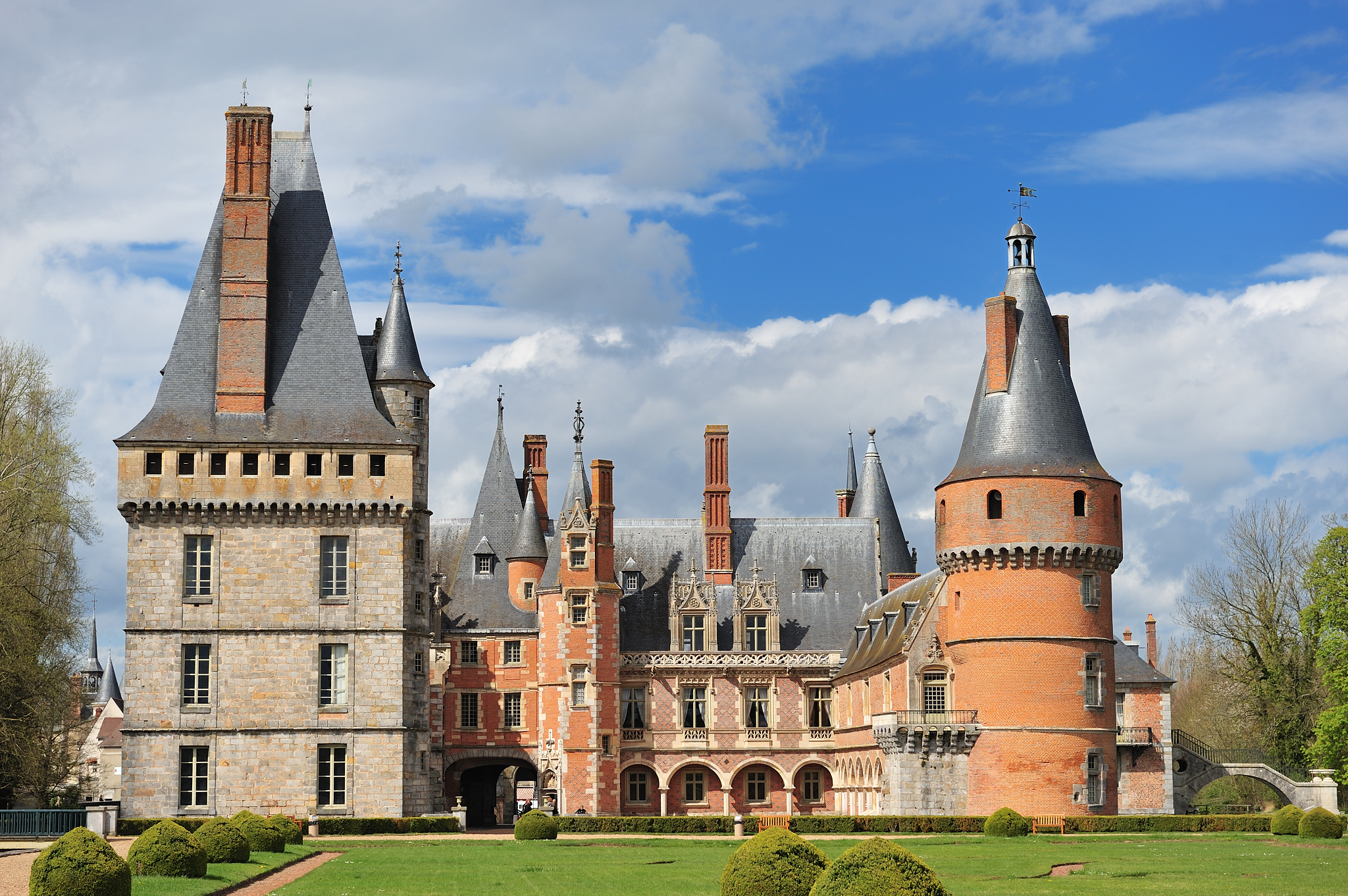
Le Château de Maintenon où fut tourné Fanfan la Tulipe de Christian-Jaque.

  - 1952 : Fanfan la Tulipe de Christian-Jaque[38]
  - 1955 : Les Aventures de Quentin Durward de Richard Thorpe[39]
  - 1961 : Le Capitaine Fracasse de Pierre Gaspard-Huit - Château du « duc de Vallombreuse »[réf. nécessaire]
  - 1981 : Le Professionnel de Georges Lautner - Séquence de clôture au Château de Maintenon[40],[41]
  - 1995 : L'Allée du Roi téléfilm de Nina Companeez[42]

- Montreuil
  - 1972 : La Raison du plus fou de François Reichenbach[43]

- Haut – A
- B
- C
- D
- E
- F
- G
- H
- I
- J
- K
- L
- M
- N
- O
- P
- Q
- R
- S
- T
- U
- V
- W
- X
- Y
- Z

## N
- Nogent-le-Roi
  - 1959 : Houla-Houla[36]
  - 1964 : Jaloux comme un tigre[44]

## O
- Oysonville
  - 2002 : Deux Ans après de Agnès Varda[13]

## P
- Péronville
  - 1969 : Le Cerveau de Gérard Oury - Croisement de la D no 110 et de la ligne de chemin de fer[45]

## R
- Rouvray-Saint-Florentin
  - 1967 : Alexandre le Bienheureux d'Yves Robert[2]

## S
- Saint-Léger-des-Aubées

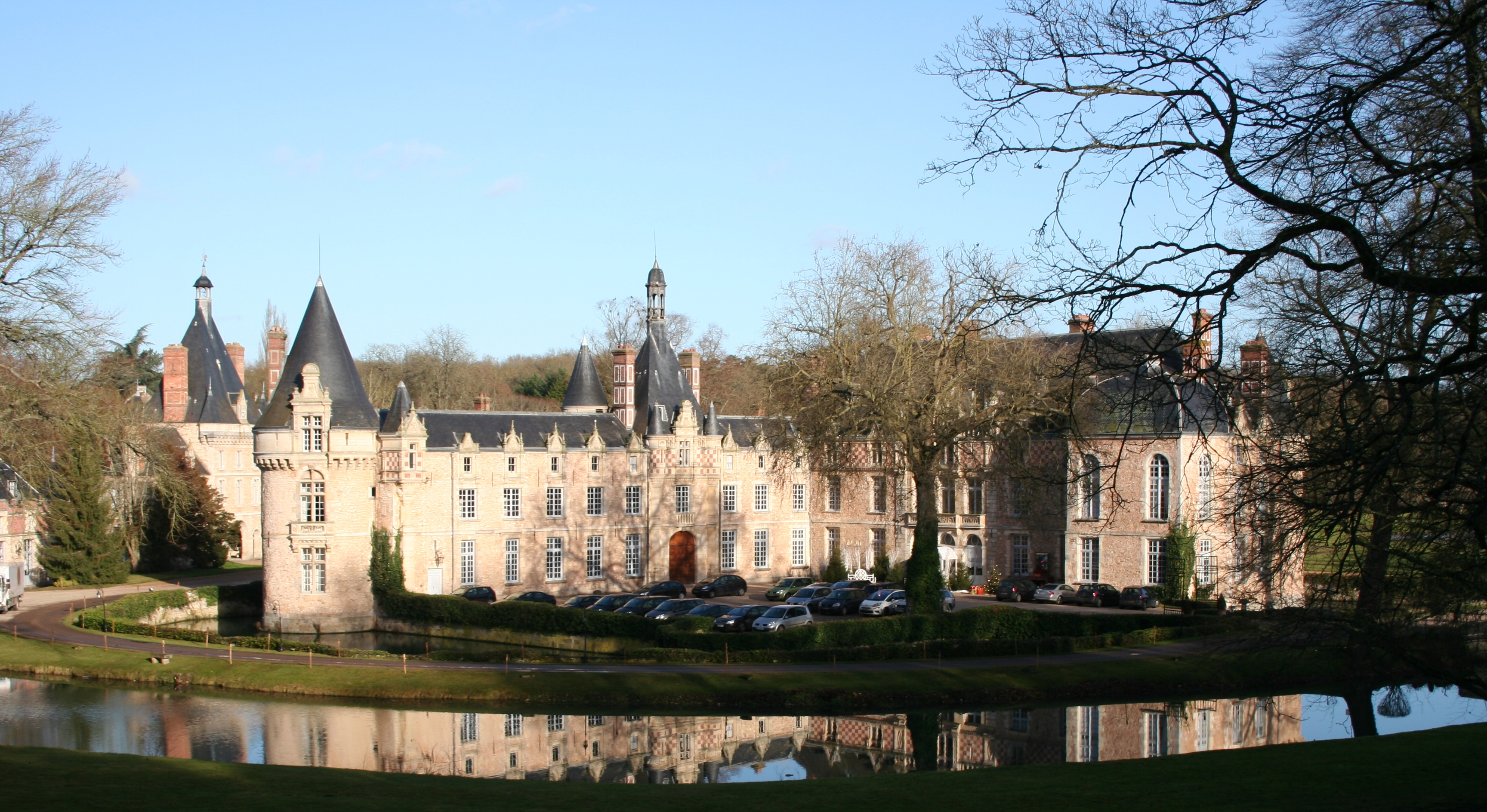
Le château d'Esclimont.

  - 1983 : Le Destin de Juliette de Aline Isserman[réf. nécessaire]

- Saint-Symphorien-le-Château
  - 1966 : Angélique et le Roy de Bernard Borderie[réf. nécessaire]
  - 1967 : Le Chevalier Tempête de Yannick Andréi[réf. nécessaire]
  - 1976 : Monsieur Klein de Joseph Losey - Château d'Esclimont[14]
  - 1998 : Les Couloirs du temps : Les Visiteurs 2 de  Jean-Marie Poiré - Château d'Esclimont, le château de Valéry de Luigny, où se déroule la fête après le mariage.

- Sainte-Gemme-Moronval
  - 1964 : Jaloux comme un tigre[44]

- Sainville
  - 2002 : Deux Ans après de Agnès Varda[10]

- Saumeray
  - 1967 : Alexandre le Bienheureux d'Yves Robert[2][source insuffisante]

- Haut – A
- B
- C
- D
- E
- F
- G
- H
- I
- J
- K
- L
- M
- N
- O
- P
- Q
- R
- S
- T
- U
- V
- W
- X
- Y
- Z

## T
- Torçay
  - 2017 : Votez pour moi de Jean-Pierre Mocky[30]

- Toury
  - 2001 : The Château de Jesse Peretz[46],[Note 3]
  - 2016 : Les Premiers, les Derniers de Bouli Lanners[11]

- Trizay-lès-Bonneval
  - 1967 : Alexandre le Bienheureux d'Yves Robert[2]

- Haut – A
- B
- C
- D
- E
- F
- G
- H
- I
- J
- K
- L
- M
- N
- O
- P
- Q
- R
- S
- T
- U
- V
- W
- X
- Y
- Z

## V
- Villemeux-sur-Eure
  - 2006 : Le Grand Meaulnes de Jean-Daniel Verhaeghe Le village a servi de décor pour une partie du film [47].

- Haut – A
- B
- C
- D
- E
- F
- G
- H
- I
- J
- K
- L
- M
- N
- O
- P
- Q
- R
- S
- T
- U
- V
- W
- X
- Y
- Z